# Al-Bab (dystrykt)
Al-Bab – jedna z 10 jednostek administracyjnych drugiego rzędu (dystrykt) muhafazy Aleppo w Syrii.
W 2004 roku dystrykt zamieszkiwało 201 589 osób.